# حمض البرشلونيك أ
حمض البرشلونيك أ هو مثبط لناقلة فرنزيل مستخلص من الفومة.